# Kostel Narození Panny Marie a svaté Anny (Rajnochovice)
Kostel Narození Panny Marie a svaté Anny stojí v obci Rajnochovice v okrese Kroměříž. Spolu s kamenným křížem a sousoším Piety je chráněn jako kulturní památka České republiky. Kostel náleží pod římskokatolickou farnost Rajnochovice děkanátu Holešov olomoucké arcidiecéze.

## Historie
Podle pověsti stál na místě hřbitova dřevěný kostel zasvěcený svaté Anně asi z 12. století a v jeho blízkosti žil poustevník, bývalý příslušník řádu templářů. Jako dík za záchranu v kostele nechal zhotovit sochu svaté Anny Samotřetí.
Nový kostel nechal postavit olomoucký biskup, kardinál Wolfgang Hanibal hrabě ze Schrattenbachu v letech 1711–1716. Byl postaven pravděpodobně podle plánů italského architekta Giovanni Pietro Tencalla. V roce 1717 byly zavěšeny zvony. V roce 1727 vznikla samostatná fara a 25. července 1742 byl kostel vysvěcen. Barokní kostel Narození Panny Marie a svaté Anny je nazýván valašskou katedrálou.
U kostela nechal kardinál Wolfgang postavit malý lovecký zámeček, který se později sídlem fary a později přestavěna na středisko mláděže. Naproti fary je socha svatého Jana Nepomuckého, která je také chráněna jako kulturní památka ČR.
V předválečné době byly ke kostelu pořádány poutě třikrát ročně, jak na mariánské svátky, tak  svatoannenský a do roku 1951 byly pořádány poutě v pondělí velikonoční a svatodušní.

## Kostel

#### Exteriér
Kostel je volně stojící jednolodní orientovaná zděná dvoupatrová stavba postavena na půdorysu obdélníku s polygonálním závěrem, věží přisazenou k závěru a se sakristií na severozápadní straně. Má sedlovou střechu původně krytou břidlicí. Na hřebenu je osmiboký sanktusník zakončen cibulí. Fasáda je členěna soklem, vysokými pilastry, vlysem s obdélníkovými výplněmi a profilovanou hlavní římsou. Ve vstupním průčelí nad vchodem je znak kardinála Wolfganga, v postranních výklencích mezi pilastry jsou sochy svatého Jana Nepomuckého (vlevo) a svatého Jana Sarkandra (vpravo). K průčelí vede široké schodiště. V bočních fasádách lodi bylo v každém patře šest pravoúhlých oken v šambránách. V prvním patře mají okna segmentový záklenek, v druhém patře půlkruhový záklenek. Boční vchody jsou v kamenných ostěních.
Hranolová věž je vysoká 37 m ukončena stanovou střechou, původně byla zakončena cibulí a byla věž vyšší. V roce 1754 byla z bezpečnostních důvodů snížena. Ve věži byly tři zvony, z nichž dva byly rekvírovány pro válečné účely. V roce 1972 byly zavěšeny dva nové zvony.

### Interiér
Loď má délku třicet osm metrů, šířku dvanáct metrů a ve výšce osmnáct metrů je valená klenba s lunetami nad okny. Vnitřek lodi osvětluje dvacet dva oken. Bohatou štukovou výzdobu vytvořil Baltazar Fontana.
Na hlavním oltáři je dřevěné sousoší svaté Anny Samotřetí s Pannou Marií, Ježíškem a s postavou rytíře. Boční oltáře jsou zasvěcené svatému Wolfgangu, svatému Václavu a Panně Marii lurdské. V lunetě na klenbě je freska Proměnění Páně na hoře Tábor.
Skříň varhan z roku 1720 byla nově osazena v roce 1930. Varhanní skříň je ozdobena postavou krále Davida s andílky, kteří hrají na kornety, staré hudební nástroje.

## Kříž a sousoší Piety
Před vstupním průčelím je umístěn kamenný kříž a sousoší Piety, které jsou zapsány v seznamu kulturních památek pod evidenčním číslem 30942/ 7-6114 (Pieta) a 30942/ 7-6117 (kříž).
- Pískovcový krucifix stojí na vysokém hranolovém soklu, který má na přední straně nápis s chronogamem: AVE / CRVCIFIXE / DVX MEVS / AVE

- Na vysokém podstavci je posazena pískovcová socha sedící panny Marie s Kristem na klíně. Na zadní straně je letopočet 1815 a na přední straně nápis: „Sv. Maria, oroduj za nás“ [8][9]